# MCCマネジメント
株式会社MCCマネジメント（エムシーシーマネジメント）は、ドラッグストアにおけるマーチャンダイジング戦略の策定・実行を行う企業で、マツキヨココカラ&カンパニーの子会社である。

## 概要
2021年10月にマツモトキヨシホールディングス（現:マツキヨココカラ&カンパニー）とココカラファイン（現:ココカラファイングループ）が経営統合された際、両社及びココカラファイン子会社のココカラファインヘルスケアが行っていた営業企画や事業支援などを行う機能をマツモトキヨシホールディングスが先立って設立された準備会社へ承継し、グループ内における商品仕入、プライベートブランド商品の企画・開発、販売促進、店舗開発・店舗運営支援などを1社に集約した。
2022年4月には組織再編により、マツモトキヨシグループ・ココカラファイングループそれぞれの傘下にあった小売事業以外の機能子会社（マツモトキヨシグループ子会社の株式会社マツモトキヨシアセットマネジメントを除く）の全株式を吸収分割により承継し、グループ内における機能子会社も一手に担うようになった。同年10月には子会社となった株式会社MCCプランニング（旧:株式会社エムケイプランニング）を吸収合併し、同社が行っていた店舗開発・設計・営繕に関する機能を、2023年7月には子会社の株式会社MCCホールセール（旧:株式会社マツモトキヨシホールセール）と株式会社MCCエナジー（旧:株式会社シーエフエナジー）を吸収合併し、これら2社が行っていた電力等のエネルギー商品の調達・供給とプライベートブランド商品の企画開発に関する機能を順次移管、集約された。

## 沿革
- 2021年（令和3年）
  - 2月18日 - 株式会社マツモトキヨシホールディングスが100%出資する子会社として、MKCF分割準備株式会社を設立[1]。
  - 10月1日 - 株式会社マツモトキヨシホールディングスと株式会社ココカラファインの株式交換が行われたことに伴い、株式会社マツモトキヨシホールディングス・株式会社ココカラファイン・株式会社ココカラファインヘルスケアそれぞれの営業企画・運営支援機能等を吸収分割により承継し、株式会社MCCマネジメントに商号変更し、事業開始[1]。
- 2022年（令和4年）
  - 4月1日 - グループ内における組織再編に伴い、株式会社マツモトキヨシグループ・株式会社ココカラファイングループそれぞれの小売事業以外の機能子会社7社の全株式を吸収分割により承継し、傘下子会社全て"MCC"を冠した商号へ一斉変更[2]。
  - 7月1日 - 子会社の株式会社MCCアソシエがグループ会社の株式会社マツモトキヨシファーマシーズから派遣事業を吸収分割により承継（なお、株式会社マツモトキヨシファーマシーズは同日付で株式会社マツモトキヨシへ吸収合併される）[2]。
  - 10月1日 - グループ内における組織再編に伴い、子会社の株式会社MCCプランニングを吸収合併[3]。
- 2023年（令和5年）7月1日 - グループ内における組織再編に伴い、子会社の株式会社MCCエナジーと株式会社MCCホールセールを吸収合併[4]。

## 子会社
- 株式会社MCC保険サービス（旧:株式会社マツモトキヨシ保険サービス） - 生命保険・損害保険の販売代理事業
- 株式会社MCCアソシエ（旧:株式会社ココカラファインアソシエ） - 人材派遣事業
- 株式会社MCCソレイユ（旧:株式会社ココカラファインソレイユ） - 店舗並びに事務のサポート事業（特例子会社）
- 株式会社MCCフリュアヴァンス（旧:株式会社ココカラファインフリュアヴァンス） - 物流事業